# Edouard Cogels
Le baron Edouard Joseph Cogels, né le 1er octobre 1793 à Anvers et mort en 1868 à Bruxelles, est un économiste, financier et homme politique belge.

## Fonctions et mandats
- Membre de la Chambre des représentants de Belgique : 1839-1845, 1847-1848
- Membre du Sénat belge : 1848-
- Censeur de la Banque nationale de Belgique : 1850-1864
- Président de la Commission des finances du Sénat : 1854-1859
- Administrateur de la succursale de la Banque nationale de Belgique à Anvers : 1864-1868

## Sources
- J. Van Offelen, Biographie nationale de Belgique, tome XXXIII, 1965-1966, col. 164-165
- Banque nationale de Belgique. Notices biographiques, 1850-1960, Bruxelles, 1960, p. 60-61